# 伏屋
伏屋（ふしや）は、愛知県名古屋市中川区の町名。現行行政地名は、伏屋一丁目から伏屋五丁目と富田町大字伏屋。住居表示未実施。富田町大字伏屋には、6つの小字が設置されている。

## 地理
伏屋一丁目から五丁目は名古屋市中川区西部に位置し、東は富田町大字伏屋・前田西町一丁目、西は富田町大字伏屋、南は助光一丁目、北は長須賀三丁目に接する。
富田町大字伏屋は伏屋一丁目から五丁目の両側、新川（西側）と庄内川（東側）部分に存在しており、この2つの川に挟まれ輪中となっている。
近鉄名古屋線伏屋駅を中心とするエリアである。なお、富田町大字伏屋の一部から成立した西伏屋はJR東海関西本線春田駅が最寄り駅となっている。

## 歴史
海東郡伏屋村を前身とする。

### 地名の由来
伏屋一丁目から五丁目は富田町大字伏屋による。伏屋の由来は、当地が伏屋（布勢）氏の所有田であったという説や、旅人のための宿である布施屋を建てたことによる説、傾斜地を意味する「ふせ」が変化した説などがある。

### 沿革

#### 富田町大字伏屋
- 1889年（明治22年）10月1日 - 町村制施行・合併に伴い、海東郡万須田村大字伏屋となる[1]。
- 1906年（明治39年）7月1日 - 合併に伴い、富田村大字伏屋となる[1]。
- 1913年（大正2年）7月1日 - 海東郡と海西郡が合併し、海部郡所属となる[4]。
- 1944年（昭和19年）2月11日 - 町制施行に伴い、富田町大字伏屋となる[1]。
- 1955年（昭和30年）10月1日 - 名古屋市中川区へ編入し、同区富田町大字伏屋となる[1]。
- 1984年（昭和54年）2月11日 - 一部が助光一丁目となる[1]。
- 1985年（昭和55年）12月1日 - 一部が伏屋一丁目から五丁目・西伏屋一丁目から三丁目・東春田一丁目から二丁目・前田西町一丁目となる[1][5]。
- 1989年（平成元年）10月8日 - 一部が吉津五丁目となる[6]。

#### 伏屋
- 1985年（昭和55年）8月11日 - 富田町大字前田の一部より、伏屋三丁目が成立[1]。
- 1985年（昭和55年）12月1日 - 富田町大字伏屋の一部より伏屋一・二・五丁目が、富田町大字助光・伏屋・榎津の各一部より伏屋四丁目が成立。富田町大字前田・助光・伏屋の各一部を三丁目へ編入[1]。

## 世帯数と人口
2019年（平成31年）2月1日現在の世帯数と人口は以下の通りである。
| 丁目       | 世帯数    | 人口    |
| ---------- | --------- | ------- |
| 伏屋一丁目 | 226世帯   | 545人   |
| 伏屋二丁目 | 337世帯   | 679人   |
| 伏屋三丁目 | 173世帯   | 363人   |
| 伏屋四丁目 | 511世帯   | 1,175人 |
| 伏屋五丁目 | 73世帯    | 188人   |
| 計         | 1,320世帯 | 2,950人 |

## 学区
市立小・中学校に通う場合、学校等は以下の通りとなる。また、公立高等学校に通う場合の学区は以下の通りとなる。
| 丁目       | 番・番地等 | 小学校                 | 中学校               | 高等学校 |
| ---------- | ---------- | ---------------------- | -------------------- | -------- |
| 伏屋一丁目 | 全域       | 名古屋市立長須賀小学校 | 名古屋市立助光中学校 | 尾張学区 |
| 伏屋二丁目 | 全域       | 名古屋市立長須賀小学校 | 名古屋市立助光中学校 | 尾張学区 |
| 伏屋三丁目 | 全域       | 名古屋市立長須賀小学校 | 名古屋市立助光中学校 | 尾張学区 |
| 伏屋四丁目 | 全域       | 名古屋市立長須賀小学校 | 名古屋市立助光中学校 | 尾張学区 |
| 伏屋五丁目 | 全域       | 名古屋市立長須賀小学校 | 名古屋市立助光中学校 | 尾張学区 |

## 施設

### 伏屋二丁目

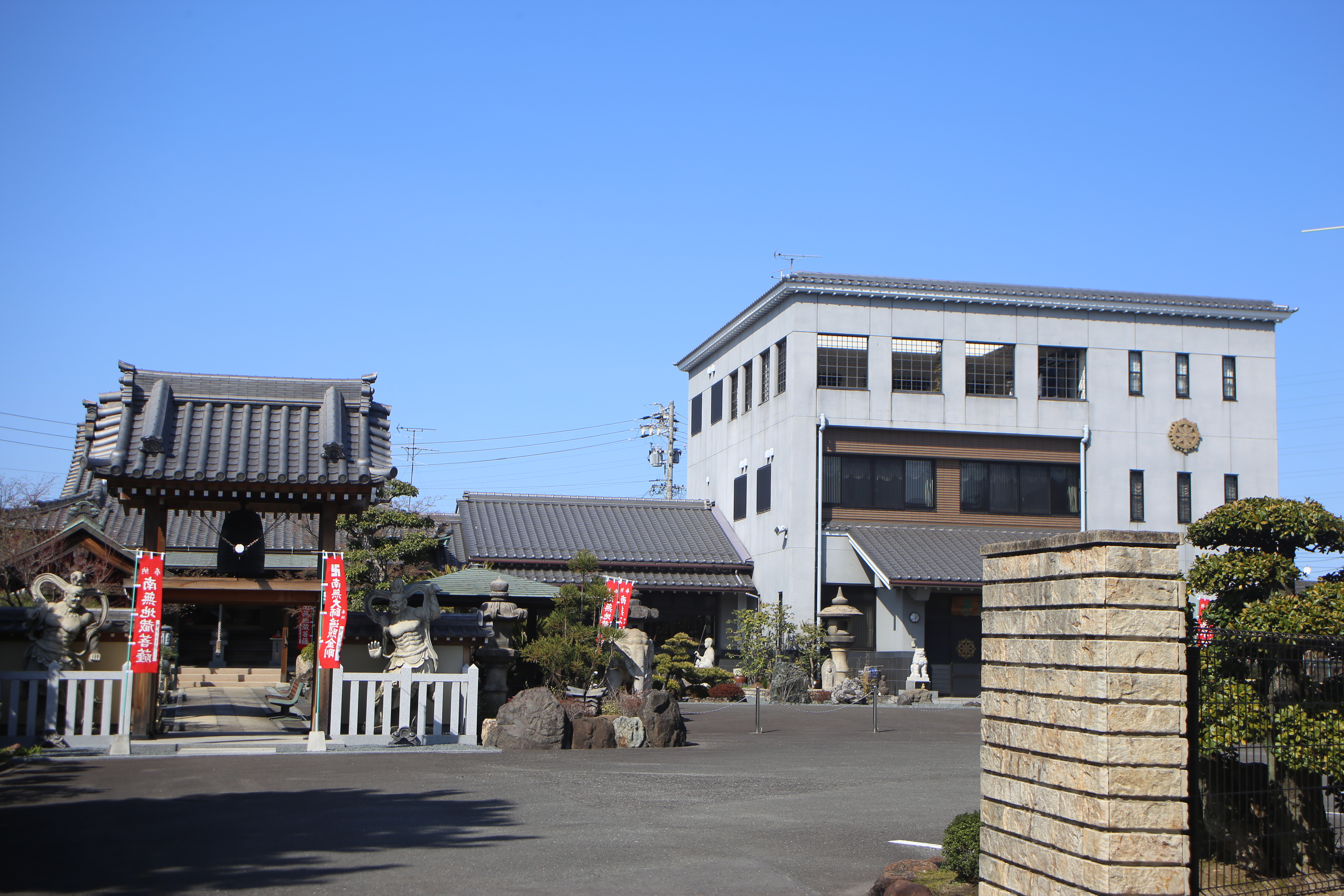
宝蔵院
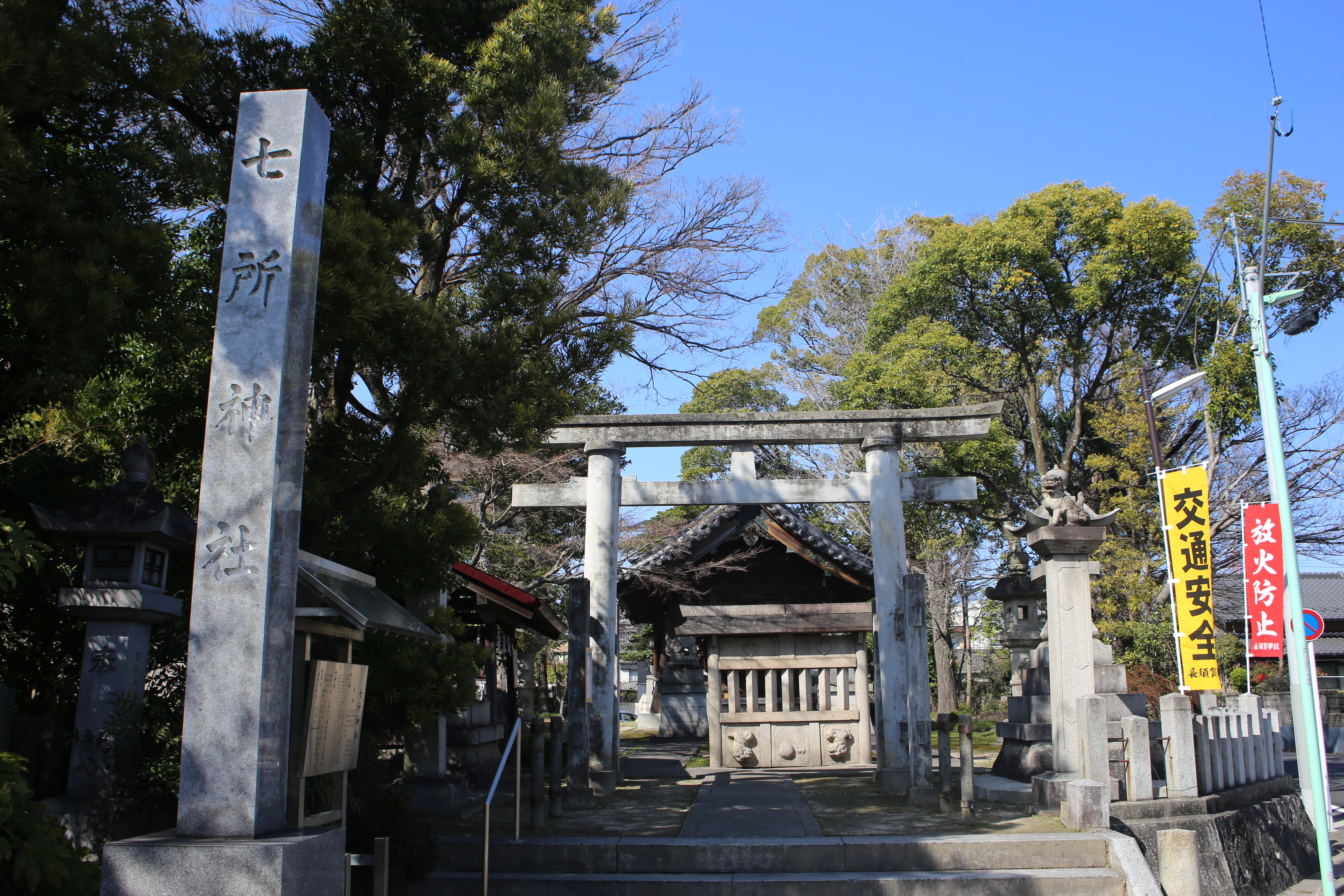
七所神社
- 上之島公園

1990年（平成2年）4月1日供用開始。
- 宝蔵院
- 七所神社

### 伏屋三丁目
- 下之島公園

1983年（昭和58年）4月1日供用開始。
- 長須賀コミュニティセンター
- 伏屋キリスト教会

### 伏屋四丁目
- 市営中伏屋荘
- 近畿日本鉄道伏屋変電所
- 秋葉社
- 伏屋公園

1983年（昭和58年）4月1日供用開始。

### 伏屋五丁目
- 関西本線旧伏屋信号場
- 登公園

1990年（平成2年）4月1日供用開始。
- 名古屋伏屋郵便局

## 交通

### 鉄道
- 近鉄名古屋線 伏屋駅

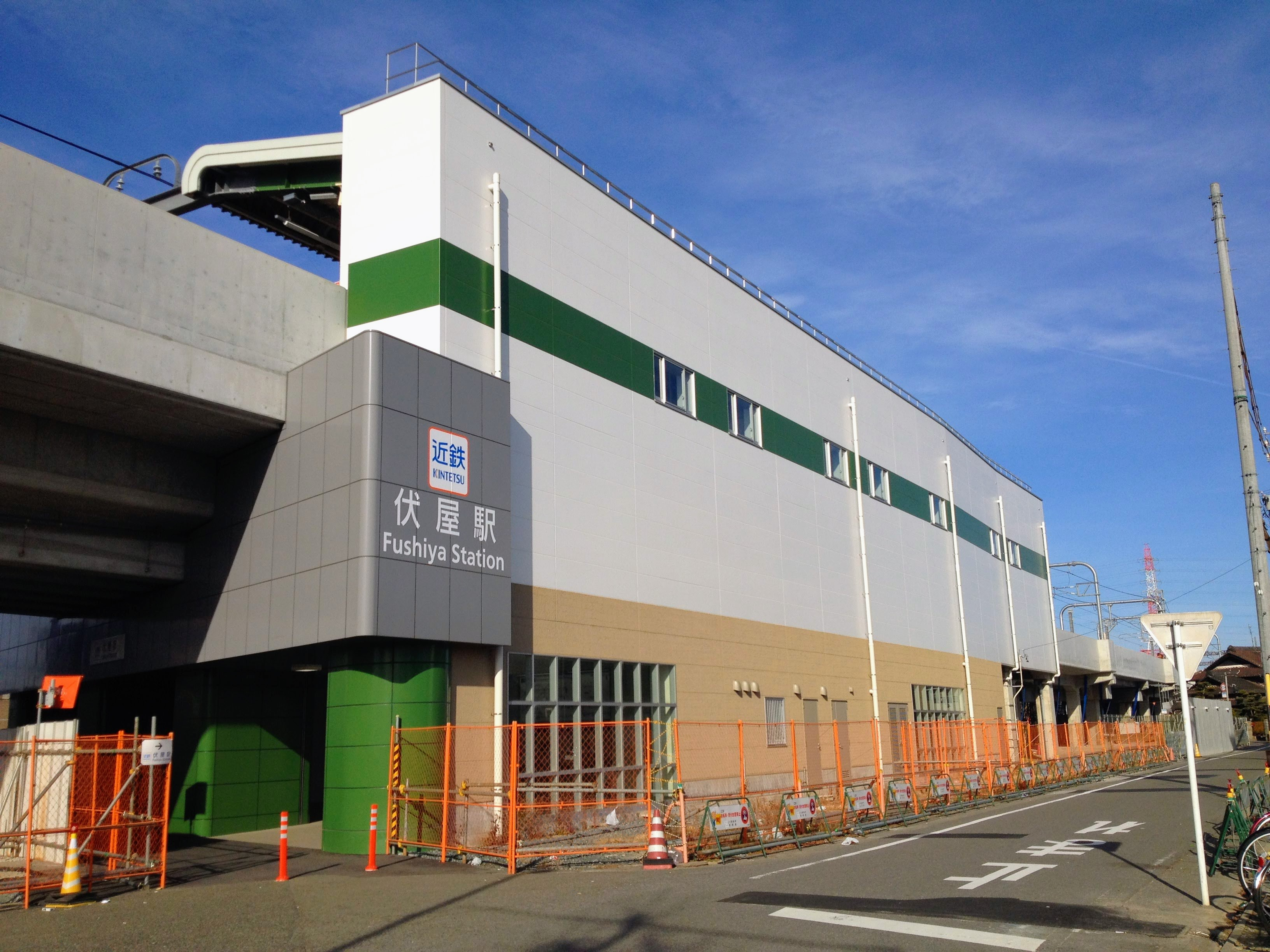
近鉄伏屋駅

### 道路
- 名古屋市都市計画道路万場藤前線
  - 町内を南北に通る。従来近鉄伏屋駅を境に分断されていたが、高架化により2018年に道路が開通し接続された。

## その他

### 日本郵便
- 郵便番号 : 454-0996[WEB 2]（集配局：中川郵便局[WEB 8]）。

### WEB
1. 1 2  “町・丁目(大字)別、年齢(10歳階級)別公簿人口(全市・区別)”.   名古屋市 (2019年2月20日). 2019年2月20日閲覧。
2. 1 2  “郵便番号”.  日本郵便. 2019年2月10日閲覧。
3. ↑  “市外局番の一覧”.   総務省. 2019年1月6日閲覧。
4. ↑  “中川区の町名一覧”.   名古屋市 (2015年10月21日). 2019年2月13日閲覧。
5. ↑  “市立小・中学校の通学区域一覧”.   名古屋市 (2018年11月10日). 2019年1月14日閲覧。
6. ↑  “平成29年度以降の愛知県公立高等学校（全日制課程）入学者選抜における通学区域並びに群及びグループ分け案について”.   愛知県教育委員会 (2015年2月16日). 2019年1月14日閲覧。
7. 1 2 3 4  “都市公園の名称、位置及び区域並びに供用開始の期日” (2019年5月1日). 2019年11月3日閲覧。
8. ↑  郵便番号簿 平成29年度版 - 日本郵便. 2019年02月10日閲覧 (PDF)

### 書籍
1. 1 2 3 4 5 6 7 8 9  名古屋市計画局 1992, p. 833.
2. 1 2  「角川日本地名大辞典」編纂委員会 1989, p. 1110.
3. ↑  名古屋市計画局 1992, p. 490.
4. ↑  名古屋市計画局 1992, p. 830.
5. ↑  名古屋市計画局 1992, p. 834.
6. ↑  名古屋市計画局 1992, p. 831.